# John Pemberton (voetballer)
John Pemberton (Oldham, 18 november 1964) is een Engels voetbaltrainer en voormalig voetballer die als rechtsachter speelde. Hij was profvoetballer van 1983 tot 1999 en maakte meer dan 300 optredens in de Football League én Premier League.

## Biografie
Pemberton speelde de meeste wedstrijden uit zijn loopbaan voor tweedeklasser Crewe Alexandra van 1985 tot 1988. Hier speelde hij 121 competitiewedstrijden.
Memorabele of opvallende momenten uit zijn loopbaan waren enerzijds het scoren van de beslissende strafschop in de kwartfinale van de FA Cup 1992/93 voor Sheffield United – United werd uitgeschakeld door stadsrivaal Sheffield Wednesday in de terugwedstrijd van de halve finale op Hillsborough – en anderzijds het plaatsnemen in doel wegens een blessure bij de eerste doelman van Sheffield United, wat gebeurde in het najaar van 1990. In het voorjaar van 1990, toen Pemberton nog voor Crystal Palace uitkwam, verloor hij de finale van de FA Cup tegen Manchester United, zijn jeugdclub. De eerste wedstrijd eindigde op 3–3, maar Manchester United won de replay met 0–1. In 1993 verruilde hij Sheffield United voor Leeds United. Met Leeds verloor hij de finale van de League Cup in 1996. Aston Villa versloeg Leeds met 3–0.
Na zijn carrière werd Pemberton actief als trainer van (toenmalige) kleinere clubs in de Engelse Football League, zoals Bristol City en Kidderminster Harriers. Sinds januari 2020 was Pemberton aan de slag als hoofdcoach van Chesterfield. Tien maanden later werd hij daar alweer ontslagen.